# Crop Hawkins
Albert Crop Hawkins (1893 – 1950) là một cầu thủ bóng đá người Anh thi đấu cho Stoke.

## Sự nghiệp
Hawkins sinh ra ở Stoke-upon-Trent và thi đấu bóng đá nghiệp dư với Stoke St Peter's trước khi gia nhập Stoke năm 1912. Ông trải qua 2 mùa giải tại Stoke chỉ có 4 lần ra sân. Sau đó ông trở lại bóng đá nghiệp dư cùng với Stoke United.

## Thống kê sự nghiệp
| Câu lạc bộ          | Mùa giải            | Giải vô địch | Giải vô địch | Cúp FA  | Cúp FA    | Tổng    | Tổng      |
| Câu lạc bộ          | Mùa giải            | Số trận      | Bàn thắng    | Số trận | Bàn thắng | Số trận | Bàn thắng |
| ------------------- | ------------------- | ------------ | ------------ | ------- | --------- | ------- | --------- |
| Stoke               | 1912–13             | 1            | 0            | 0       | 0         | 1       | 0         |
| Stoke               | 1913–14             | 3            | 0            | 0       | 0         | 3       | 0         |
| Tổng cộng sự nghiệp | Tổng cộng sự nghiệp | 4            | 0            | 0       | 0         | 4       | 0         |